# 44. People’s Choice Awards-gála
Az 44. People’s Choice Awards-gála a 2018-as év legjobb filmes, televíziós és zenés alakításait értékelte. A díjátadót 2018. január 11-én tartották a kaliforniai Barker Hangarban, a műsor házigazda nélkül zajlott le. A ceremóniát a CBS televízióadó közvetítette.

## Győztesek és jelöltek
Forrás:

### Film
| Az év filmje | Az év vígjátéka |
| --- | --- |
| - Bosszúállók: Végjáték - Fekete Párduc - A szabadság ötven árnyalata - A Hihetetlen család 2. - Hang nélkül                                                                                            | - A kém, aki dobott engem - Szűzőrség - Kőgazdag ázsiaiak - Kszi, Simon - Mamma Mia! Sose hagyjuk abba |
| Az év akciófilmje | Az év drámája |
| - Bosszúállók: Végjáték - Fekete Párduc - Deadpool 2. - Jurassic World: Bukott birodalom - Ocean’s 8 – Az évszázad átverése                                                                             | - A szabadság ötven árnyalata - 12 katona - Éjjeli napfény - Hang nélkül - Vörös veréb |
| Az év családi filmje | Az év drámai színésze |
| - A Hihetetlen család 2. - Barátom, Róbert Gida - Hotel Transylvania 3. – Szörnyen rémes vakáció - Csak elképzelni tudom - Időcsavar                                                                    | - Jamie Dornan – A szabadság ötven árnyalata - Emily Blunt – Hang nélkül - Chris Hemsworth – 12 katona - John Krasinski – Hang nélkül - Jennifer Lawrence – Vörös veréb                                                                                  |
| Az év férfi filmsztárja | Az év női filmsztárja |
| - Chadwick Boseman – Fekete Párduc - Robert Downey Jr. – Bosszúállók: Végjáték - Chris Hemsworth – Bosszúállók: Végjáték - Chris Pratt – Jurassic World: Bukott birodalom - Nick Robinson – Kszi, Simon | - Scarlett Johansson – Bosszúállók: Végjáték - Sandra Bullock – Ocean’s 8 – Az évszázad átverése - Anne Hathaway – Ocean’s 8 – Az évszázad átverése - Bryce Dallas Howard – Jurassic World: Bukott birodalom - Lily James – Mamma Mia! Sose hagyjuk abba |
| Az év vígjáték-sztárja | Az év akciófilm-sztárja |
| - Melissa McCarthy – A partiállat - John Cena – Szűzőrség - Mila Kunis – A kém, aki dobott engem - Nick Robinson – Kszi, Simon - Amanda Seyfried – Mamma Mia! Sose hagyjuk abba                         | - Danai Gurira – Fekete Párduc - Chadwick Boseman – Fekete Párduc - Chris Hemsworth – Bosszúállók: Végjáték - Chris Pratt – Jurassic World: Bukott birodalom - Ryan Reynolds – Deadpool 2.                                                               |

### Televízió
| Az év tévéműsora | Az év drámaműsora |
| --- | --- |
| - Árnyvadászok: A végzet ereklyéi - 13 okom volt - Agymenők - A Grace klinika - Rólunk szól | - Riverdale - 13 okom volt - A Grace klinika - A szolgálólány meséje - Rólunk szól |
| Az év vígjátéka | Az év Revival (újrakezdett) műsora |
| - Narancs az új fekete - Agymenők - Feketék fehéren - A Jó Hely - Modern család | - Dinasztiák - American Idol - Jersey Shore: Family Vacation - One Day at a Time - Meleg szemmel |
| Az év realityje | Az év versenyshowja |
| - Keeping Up with the Kardashians - Chrisley Knows Best - Jersey Shore: Family Vacation - Meleg szemmel - Vanderpump Rules                                                                                                 | - The Voice - America’s Got Talent - Big Brother - Ellen's Game of Games - RuPaul – Drag Queen leszek! |
| Az év férfi tévés sztárja | Az év női tévés sztárja |
| - Harry Shum Jr. — Árnyvadászok: A végzet ereklyéi - Justin Chambers – A Grace klinika - Freddie Highmore – Doktor Murphy - Andrew Lincoln – The Walking Dead - Cole Sprouse – Riverdale                                   | - Katherine McNamara — Árnyvadászok: A végzet ereklyéi - Viola Davis – Hogyan ússzunk meg egy gyilkosságot? - Camila Mendes – Riverdale - Mandy Moore – Rólunk szól - Ellen Pompeo – A Grace klinika          |
| Az év dráma-sztárja | Az év vígjáték-sztárja |
| - Mariska Hargitay – Esküdt ellenségek: Különleges ügyosztály - KJ Apa – Riverdale - Darren Criss – American Crime Story: A Gianni Versace-gyilkosság - Katherine Langford – 13 okom volt - Ellen Pompeo – A Grace klinika | - Jim Parsons – Agymenők - Drew Barrymore – Dél-kaliforniai diéta - Kristen Bell – A Jó Hely - Donald Glover – Atlanta - Sofía Vergara – Modern család                                                        |
| Az év nappali beszélgetős műsora | Az év éjszakai beszélgetős műsora |
| - The Ellen DeGeneres Show - Live with Kelly and Ryan - The Real - Red Table Talk - Steve | - The Tonight Show Starring Jimmy Fallon - The Daily Show with Trevor Noah - Jimmy Kimmel Live! - The Late Late Show with James Corden - Watch What Happens Live with Andy Cohen                              |
| Az év versenyzője | Az év reality-sztárja |
| - Maddie Poppe – American Idol - Nikki Bella – Dancing with the Stars - Brynn Cartelli – The Voice - Eva Igo – World of Dance - Cody Nickson – The Amazing Race                                                            | - Khloé Kardashian – Keeping Up with the Kardashians - Nikki Bella – Total Bellas - Paul "Pauly D" DelVecchio – Jersey Shore: Family Vacation - Joanna Gaines – Fixer Upper - Antoni Porowski – Meleg szemmel |
| Az év darálásra legalkamasabb műsora | Az év sci-fi/fantasy műsora |
| - Árnyvadászok: A végzet ereklyéi - 13 okom volt - Outlander – Az idegen - Meleg szemmel - Shameless – Szégyentelenek | - Wynonna Earp - A Térség - The Originals – A sötétség kora - Árnyvadászok: A végzet ereklyéi - Odaát |

### Zene
| Az év férfi előadója | Az év női előadója |
| --- | --- |
| - Shawn Mendes - Drake - Bruno Mars - Ed Sheeran - Keith Urban | - Nicki Minaj - Cardi B - Camila Cabello - Ariana Grande - Taylor Swift                                                                                              |
| Az év együttese | Az év dala |
| - BTS - 5 Seconds of Summer - Panic at the Disco - Super Junior - Twenty One Pilots                                                                                               | - BTS - "Idol" - Selena Gomez - "Back to You" - Cardi B, Bad Bunny, J Balvin - "I Like It" - "In My Blood" – Shawn Mendes - Ariana Grande - "No Tears Left to Cry"   |
| Az év albuma | Az év country előadója |
| - Nicki Minaj - Queen - Camila Cabello - Camila - Cardi B - Invasion of Privacy - Shawn Mendes - Shawn Mendes - Ariana Grande - Sweetener                                         | - Blake Shelton - Luke Bryan - Thomas Rhett - Carrie Underwood - Keith Urban                                                                                         |
| Az év latin előadója | Az év videóklipje |
| - CNCO - J Balvin - Bad Bunny - Becky G - Shakira | - BTS - "Idol" - Selena Gomez - "Back to You" - Camila Cabello - "Never Be the Same" - Ariana Grande - "No Tears Left to Cry" - Childish Gambino - "This Is America" |
| Az év koncertturnéja | |
| - Taylor Swift - Reputation Stadium Tour - Beyoncé, Jay-Z - On the Run II Tour - Britney Spears - Piece of Me Tour - Super Junior - Super Show 7 - Katy Perry - Witness: The Tour | |

### Popkultúra
| Az év influenszere                                                               | Az év szépséginfluenszere |
| -------------------------------------------------------------------------------- | --- |
| - Shane Dawson - Amanda Cerny - The Dolan Twins - Jenna Marbles - Lele Pons      | - James Charles - Jackie Aina - Brooklyn and Bailey McKnight - NikkieTutorials - Bretman Rock                                                       |
| Az év közösségi médiás híressége                                                 | Az év állat híressége |
| - BTS - Ellen DeGeneres - Selena Gomez - Taylor Swift - Chrissy Teigen           | - Crusoe the Celebrity Dachshund - April the giraffe - Cole & Marmalade - Gone to the Snow Dogs - Lil Bub                                           |
| Az év humoristája                                                                | Az év stíluscsillaga |
| - Kevin Hart - Tiffany Haddish - Amy Schumer - Marlon Wayans - Ali Wong          | - Harry Styles - Beyoncé - Blake Lively - Emma Watson - Zendaya                                                                                     |
| Az év forradalmárja                                                              | Az év pop-podcastja |
| - Serena Williams - Nia Jax - Colin Kaepernick - Aly Raisman - Cristiano Ronaldo | - Scrubbing In with Becca Tilley & Tanya Rad - Amy Schumer Presents: 3 Girls, 1 Keith - Anna Faris is Unqualified - Chicks in the Office - LadyGang |
| Az év kanadai híressége                                                          | Az év francia influenszere |
| - Tessa Virtue és Scott Moir - Drake - Shawn Mendes - Sandra Oh - Ryan Reynolds  | - Lufy - Beauty Active - Pembe Cherole - Stephanie Durant - Horia                                                                                   |

## Műsorvezetők
A gálán az alábbi műsorvezetők működtek közre:
- Jessica Alba
- Stana Katić
- Sandra Bullock
- Zac Efron
- Britney Spears
- Christina Aguilera
- Justin Timberlake
- Anna Faris
- Marg Helgenberger
- Roma Downey
- Kaley Cuoco
- Emily Deschanel
- Michael Weatherly
- Josh Holloway
- Ellen DeGeneres
- LL Cool J
- Chris O’Donnell
- Melissa McCarthy
- Drew Barrymore
- Nina Dobrev
- Robert Downey Jr.
- Sarah Michelle Gellar
- Sean Hayes
- Allison Janney
- Michael B. Jordan
- Queen Latifah
- Julianna Margulies
- Shemar Moore
- Norman Reedus
- Ian Somerhalder
- Miles Teller
- Allison Williams
- Malin Akerman
- Stephen Amell
- Wayne Brady
- Stephen Colbert
- Chris Colfer
- Naya Rivera
- Lucy Hale
- Heidi Klum
- Ross Mathews
- Joseph Morgan
- Meghan Ory
- Ian Ziering
- Matt LeBlanc

## Fordítás
- Ez a szócikk részben vagy egészben  a(z)   44th People's Choice Awards című angol Wikipédia-szócikk fordításán alapul.  Az eredeti cikk szerkesztőit annak laptörténete sorolja fel. Ez a jelzés csupán a megfogalmazás eredetét és a szerzői jogokat jelzi, nem szolgál a cikkben szereplő információk forrásmegjelöléseként.